# العلاقات البوتانية السورينامية
العلاقات البوتانية السورينامية هي العلاقات الثنائية التي تجمع بين بوتان وسورينام.

## مقارنة بين البلدين
هذه مقارنة عامة ومرجعية للدولتين:
| وجه المقارنة                                              | بوتان          | سورينام                        |
| --------------------------------------------------------- | -------------- | ------------------------------ |
| المساحة (كم2)                                             | 38.39 ألف      | 163.27 ألف                     |
| عدد السكان (نسمة)                                         | 807.61 ألف     | 563.40 ألف                     |
| الكثافة السكانية (ن./كم²)                                 | 21.04          | 3.45                           |
| العاصمة                                                   | تيمفو          | باراماريبو                     |
| اللغة الرسمية                                             | لغة دزونكا     | اللغة الهولندية                |
| العملة                                                    | نغولترم بوتاني | دولار سورينامي، غيلدر سورينامي |
| الناتج المحلي الإجمالي (بليون دولار)                      | 2.51 مليار     | 3.32 مليار                     |
| الناتج المحلي الإجمالي (تعادل القوة الشرائية) بليون دولار | 6.49 مليار     | 9.07 مليار                     |
| الناتج المحلي الإجمالي الاسمي للفرد دولار أمريكي          | 2.66 ألف       | 9.48 ألف                       |
| الناتج المحلي الإجمالي للفرد دولار أمريكي                 | 7.82 ألف       | 16.64 ألف                      |
| مؤشر التنمية البشرية                                      | 0.605          | 0.714                          |
| رمز المكالمات الدولي                                      | +975           | +597                           |
| رمز الإنترنت                                              | .bt            | .sr                            |
| المنطقة الزمنية                                           | ت ع م+06:00    | 00                             |

## منظمات دولية مشتركة
يشترك البلدان في عضوية مجموعة من المنظمات الدولية، منها:
| علم المنظمة | اسم المنظمة                        | تاريخ انضمام بوتان | تاريخ انضمام سورينام |
| ----------- | ---------------------------------- | ------------------ | -------------------- |
|             | يونسكو                             | 13 أبريل 1982      | 16 يوليو 1976        |
|             | وكالة ضمان الاستثمار متعدد الأطراف | 21 أكتوبر 2014     | 2 يوليو 2003         |
|             | الأمم المتحدة                      | 21 سبتمبر 1971     | 4 ديسمبر 1975        |
|             | الاتحاد البريدي العالمي            | ?                  | ?                    |
|             | البنك الدولي للإنشاء والتعمير      | 28 سبتمبر 1981     | 27 يونيو 1978        |
|             | الاتحاد الدولي للاتصالات           | 15 سبتمبر 1988     | 15 يوليو 1976        |
|             | منظمة حظر الأسلحة الكيميائية       | ?                  | ?                    |
|             | مؤسسة التمويل الدولية              | 1 ديسمبر 2003      | 1 سبتمبر 2011        |
|             | منظمة الشرطة الجنائية الدولية      | ?                  | ?                    |

## وصلات خارجية
- موقع وزارة الخارجية البوتانية
- موقع وزارة الخارجية السورينامية